# 島木譲二
島木 譲二（しまき じょうじ、1944年〈昭和19年〉9月13日 - 2016年〈平成28年〉12月16日）は、日本のお笑い芸人、プロボクサー、俳優、役者。よしもとクリエイティブ・エージェンシー所属。興國商業高等学校卒業。
本名は濵 伸二（はま しんじ）。芸名は石原裕次郎が演じた映画『俺は待ってるぜ』の元ボクサーの「島木譲次」役に由来する。

## 来歴
兵庫県尼崎市に生まれる。小学校の時に見た映画『俺は待ってるぜ』で石原裕次郎が演じた元プロボクサーのレストラン店主である島木譲次役に憧れ、中学生の頃から本名（濵伸二）と役名（島木譲次）をもじって「ワシは島木譲二や！」と勝手に名乗っていたという。また、長嶋茂雄や中西太にも憧れて野球に打ち込み、強豪校である興國商業高等学校（現在の興國高等学校）に進学しているが、2年生の時に肩を壊して甲子園への道は断念した。失意の中、次はボクシングの道に活路を見出そうと決め、ライセンスを取得して大阪新和所属のミドル級プロボクサーとしてデビューした。西日本新人王などを獲得したが、目に異変を感じて治療を受けたところ、「失明の危険がある」と診断されて引退するなど、身体の怪我に悩まされる青年期を送った。
引退後もボクシングとは関わりを持ち続け、交流のあった元プロボクサー（元東洋スーパーフェザー級王者）で西日本ボクシング協会会長も務めたアポロ嘉男が経営するボクシングジム（アポロジム）のアドバイザーや、日本ボクシングコミッション (JBC) の試合役員を務めた。また、公式試合においてタイムキーパーを務めていたこともあり、「ガッツ石松 vs ロドルフォ・ゴンザレス戦」（WBC世界ライト級タイトルマッチ、1974年11月28日、大阪府立体育会館）、「具志堅用高 vs ハイメ・リオス戦」（WBA世界ジュニアフライ級タイトルマッチ、1978年5月7日、広島県立体育館）といった世界タイトル戦でもタイムキーパーを担当したと語っている。
経済的には警備員として生計を立て、大阪府吹田市にあった毎日放送千里丘放送センター（2007年閉鎖）の警備員（守衛）を務めていた。高所から転落して足を骨折した際、リハビリの面倒を見てもらっていた殺陣師の紹介で時代劇の切られ役の仕事を貰い、その縁から吉本興業の地方巡業に呼ばれたりもしたという。1980年、芸人を志望していることを知った友人の間寛平から紹介され、吉本興業から島木譲二の芸名で正式デビューし、吉本新喜劇に入団する。芸人としては36歳の遅咲きであり、与えられる役割も見た目から悪役ばかりだったが、「一番のワルになったる」と奮起して役柄をこなしていたという。
42歳の時に台本の「ゴリラみたいに」という指示からアドリブで披露した胸板を高速で叩き続けるネタが話題を呼び、後に「大阪名物パチパチパンチ」の名前で持ちネタとなった。派生芸として頭を灰皿で叩く「ポコポコヘッド」、一斗缶で頭をぶつける「カンカンヘッド」などを次々と編み出し、吉本における肉体派芸の走りとなった。特に危険性の高い「カンカンヘッド」は「男のロマン」と称されており、後輩である麒麟の川島明によれば、新人時代に遅刻してあわてて舞台に上がると島木が30分間も「カンカンヘッド」で間をつないでくれていたことから、「まさに男のロマンだった」と語っている。1989年、映画『ブラック・レイン』に役者として出演した際には、監督のリドリー・スコットにパチパチパンチを披露して「ナイスボーイ！」と賞賛されたという。2008年、自身のネタ名から名付けられたプロデュース店として「焼肉パチパチパンチ島木譲二」などがオープンしている。
最後の仕事は2010年12月26日で、大阪・なんばグランド花月の吉本新喜劇公演の出演だった。　
2011年に入って体調不良を訴えたため、大阪市内の病院に通院治療を受けていた。早期回復のため、舞台などの芸能活動を休止して自宅治療に専念したが、2016年12月16日午前9時6分に入院先の大阪市内の病院で脳溢血によって死去した。72歳没。
生前のプロフィールでは1946年（昭和21年）生まれとなっていたが、訃報を知らせる吉本側からのFAXには1944年（昭和19年）年生まれが正式なものとなっており、実際には2歳若く自称していた。
通夜は同年12月17日、告別式は12月18日に大阪市淀川区内で営まれ、間寛平、六代目桂文枝、桂文珍、池乃めだか、オール巨人、トミーズ雅、小籔千豊、内場勝則、辻本茂雄、すっちー、未知やすえ、末成由美、宇都宮まき、かつみ♥さゆり、藤井隆ら多くの芸人仲間が参列し、島木との別れを惜しんだ。法名は「慈願院釋譲道」（じがんいんしゃくじょうどう）。
2022年には新喜劇のゼネラルマネージャーに就任した間寛平の提案で、新喜劇の後輩芸人のタックルながい。が「島木譲二の弟分」として、島木の妻の了承を得た上でネタを継承することになった。

## ネタ

### 体を張ったネタおよび道具を使ったネタ
- 大阪名物パチパチパンチ

上半身裸になり、2、3回手を前に突き出してから胸を平手で叩くギャグ。なお、裸になって、いきなり胸を叩いているわけではなく、右手で左部分を、左手で右を叩いてクロスさせている。
島木の持ちネタでは一番有名であり、島木といえばパチパチパンチを連想させるほど関西ではおなじみのギャグである。
後にK-1を開催する正道会館のオープントーナメント全日本空手道選手権大会に出場した経験がある。
- ポコポコヘッド

アルミの金色の灰皿を2枚重ねて頭を叩く。
内場や辻本を始めとした他座員によく「うわ、灰皿出す気やな（灰皿やろ）」（あるいはひとつ前のネタがひと段落した際に『もうええ、灰皿行こ』と促される場合もある）とネタバレされる。その場合は灰皿のかわりによさこい祭りの鳴子を使うこともある（この場合は「いい音鳴子」と言って出す）。なお、仮に灰皿が出てくる場合でも「今日は何出るかわからんぞー！」などと叫びながら出すことが多い（たいていは結局灰皿である）。
これの後は「どうや!どうや!!どうや〜〜〜〜!!どうや?ワシの神通力は?」と客席及び共演者にアピールする。
このポコポコヘッドの灰皿は、煙草の吸殻入れとして使われたことがある。新人時代の秋田久美子が「灰皿無いか」と言われて、島木のこの灰皿を差し出していた。その後島木が「ワシの灰皿使うたの誰じゃ」と憤慨した。後に、島木は秋田を喫茶店に誘い「灰皿は頭を叩くためのものや」と優しく諭した。
- 「カンカンヘッドは、男のロマン」

一斗缶を頭に何回も叩きつける（下記のセリフネタ同様、「男のロマン」を共演者によく先に言われる。なお池乃めだかから「男のロマン」と言うところをアドリブで「もう飽きた」と言われたことがある）。
このネタの続きとしては、「角でガツーンいかな」と言われると、「やったるわ!」と言い返すものの、実際には、本気で1斗缶の角で頭を叩くふりをして、最後に「できるか!」と言い返すオチのものがある。
使用する一斗缶は、元の状態だと角の部分で手を痛めてしまうため、一度分解して角を丸めて裏側から養生し直したものを使用していた。
なお、大抵の場合、この3つはセットで、パチパチパンチ→ポコポコヘッド→カンカンヘッドの順に行う。全部または1つネタが終わると客席に向かって「どうや！どうや！」と拍手を求めると返ってくるが、「どうや言われたら拍手せなしゃあないがな」と共演者から突っ込まれる。
- キックアンドキック

（島木）「お前らに怖いモノ見せたらぁ」
（共演者）「何や？」
（島木）「キックアンドキックや！」
（共演者）「蹴り、そして蹴り…」
（島木）「そうや、蹴りばっかりや！よう見とけ！」
以後、ロシアのコサックダンスをし、ある程度やったら転ぶ。その後、
（島木）「今のはちょっとバランスを崩したんや」
（烏川など）「顔のバランスは最初から…」
（島木）「やかましいわ!!」
なお、膝を痛めてからはうまくできなくなっており、見る機会は少ない。
- クルクルマシーン

「おのれの目ぇ回したらぁ!!」っと脅して相手の顔の前で人差し指を立てて回して目を回させようとするが逆に自分の目が回ってしまい倒れる。
- 「わしのな、マスコットのキュウキュウキュウベェの裏の声聞かしたる、これ見たらびっくりするでぇ」

（表の声は?）
「表の声もあるがな!（鳴るのは赤ん坊のオモチャのようなブヒブヒ音）」
後述の「ひどい！ひどいわっ！…」の後、「もう泣きとうなってきたわ…思い切り泣こ…」と言って鳴らしながら引き下がっていくこともある。
- スピードハット

帽子のゴムの部分をつかんだまま飛ばして脅す。その際、「わしの飛び道具のスピードハットや!」と言う。「取れるもんやったら取ってみい!!」と言って再び飛ばすが、あっさりキャッチされ、サッカーボールのように手荒く扱われ、取り返そうとして手で拾うと「ピーッ、ハンド!」と言われて、思わず手を離し、またサッカーボールのように扱われる。このやりとりを何度か繰り返し、やっと帽子を取り返す。
- 「このロープでお前らの首絞めたらぁ」

「このロープでお前らの首絞めたらぁ」と言ってロープを取り出し、「首絞めたらどうなるか見せたろ」と言って自分の首にロープを巻く。共演者が「いや、おかしいやろ!!自分の首絞めてますやん!!」などとツッコミを入れ、それに対して「あほ!サンプルや!よう見ぃ!」と言ってロープを引っ張る。ロープは首からするりと抜けて、観客から拍手喝采が来る。ポコポコヘッドの時のように「どうや！どうや！どうや～～！！」と観客席に猛アピールすることもある。
- 早口言葉真空投げ

（島木）「こうなったらワシの必殺・早口言葉真空投げでいてもうたらぁ！！俺がな、早口言葉を言い終わったら、お前らあの世ゆきや」
（共演者）「ええっ」/「はぁ？」
（島木）「かえるぽこぽこ…」
（共演者）「いや、言えてへんし」もしくは「ちょっと今の言ってみて…」と別の共演者に振ることもある。振られた共演者は正しく言う。
（島木）「やかましわ！」
- 爆弾チョップ

ドンドンドン…と手踊りで暴れたかと思いきや、キーッと軽くうめくだけ。
また、イライラした時のネタ「イライラギッチョン」の時にも、「爆弾チョップ」と同じようなキーッとうめくポーズを取る。
他のセリフネタを先に言われた後にこれをやり、「これは真似できん」と言うのが定番である。
- ピクピクトーク

胸筋を動かすことによって乳首を動かすギャグ。
- 宮島のしゃもじ

ボコボコヘッドを別バージョンにしたもので、島木が客席に向かい「みやじまの〜しゃ・も・じ♪」と頭に宮島名物のしゃもじを叩く。
（内場）「そんなんイタないやん〜」
（島木）「あかん、灰皿家に忘れてきた」
（内場）「ほんならこれで…あ、でもこれは痛いわ」（アルミの大型灰皿を2枚差し出す）
（島木）「貸せ！」（灰皿を床にたたきつける）
（内場）「ははーん、堅さ調べてんな」
（島木）「やかましわ！やったらぁ、ほんまにやったらぁ！（叩く。ぽこっと鈍い音がする）」
（島木）「頭の中が…」（以下、ポコポコヘッドのやりとりに続く）
- 「のうまくさんまんだ…」

ヤクザ役や銀行強盗役などで登場して暴れ回った末に、共演者たちに取り押さえられてゴム棒でどつかれた時に、ゴム棒で頭を叩かれるのに合わせて、両手を合わせて合掌しながら、真言宗の護摩供養で（不動明王に対して）唱えられる「のうまくさんまんだ…」の真言を唱えた後、「わしゃ、紀三井寺の木魚か!?」などと突っ込む。
- 「いい音鳴子」（最近はあまり見られなくなった）

上記灰皿や宮島のしゃもじ同様、「よさこい節」などで用いられる鳴子を両手に持って自分の頭を叩いて音を出す芸。
- このほか、「椅子人工衛星」というものがあった。

### いじられネタ

#### 熊ネタ
- 座長（主に内場、石田靖）「あっ、熊や!死んだふりせえ」
（全員が死んだふりをする）
島木「誰が熊やアホンダラ！！わしゃ人間や人間、みな起きぃ、起きんかい!…（桑原和男がいる場合）こら、そこのおばはん!トビウオみたいな変な格好すな!、（めだかがいる場合）おい、逆立ちで死んだマネすな!」、（チャーリー浜がいる場合）「おい、きゅうりのヘタ。立って死んだふりすんな！」、「おい、○○（ヤクザ役の場合、子分役の名前）、お前まで死んだふりして」
子分役「すんません、急に見るとつい」
  - または下のパターンになる。
島木「誰が熊じゃ、わしゃ人間じゃ、熊なんて言われたんは久しぶりじゃ、久しぶりぶり」
共演者「ブロッコリー」
島木「言うなー！」

そこから桑原やめだかがいれば桑原のトビウオやめだかの逆立ちになる。
- 間寛平が在籍していた頃は、「頼むから食わんといてくれ」（島木）「誰が食うか!わしゃ人間じゃ」というやり取りが見られた。
  - 内場が声を殺してゆっくり死んだふりをするバージョン
内場（島木の顔を見て気絶するような感じで死んだふりをする）
共演者「どないしたん?」
内場「熊や、死んだふりを」
共演者「そんな熊て…アァ〜ッ（島木を見て声を殺しながら倒れる）」
（全員が死んだふりをする）
島木「どないしはったん?」
内場「熊です。死んだふりを」
島木「えぇ〜っ、熊。危ない、死んだふりしよ」（死んだふりをする）
内場「いや、熊はあんたや」
島木「えぇっ、わたし熊!? そんなん言われたん久しぶりや。ひさしぶりぶり」
内場、または共演者「ブロッコリー」
島木「言うな！」

島木「わしなあ、町内会ではバンビちゃん / 渡哲也言われてんねんど」
内場、または共演者「え、ゾンビちゃん？ / 渡哲也いうか不渡り手形みたいな」
島木「やかましわ！」

島木がパンチを食らわせようとしたら内場が「危ないなぁ、あんた前足で。」と言うと、島木が「誰が前足や、これわしのおててやがな！」と言うとさらに内場が「あっ、こっちが前足。」と言うと「これもおてて、ほな前足やったらわしこんなんして歩くんか。」と這い這いをする。そこで内場の持ちネタである「えっ、そんなんできるんですか?」に続く。そこで島木が「出来へん！」と飛び跳ねたらさらに内場が「上手いな後ろ足で。」と言い「誰が後ろ足や、ほな後ろ足やったらわしこんなんして歩くんか。」と言って内場が再度「えっ、そんなんできるんですか?」と言う。4回目になると無視をするか「えっ、そんなんできるんですか?」っと言う。
なお、以前は、熊ネタから「えっ、そんなんできるんですか?」に移行して、
内場「しっぽは?」
島木「取れました♪ アホッ、わしゃ人間や!」
あるいは、島木が「わしゃ、人間や」と言った後、
内場「すいません。ここには、ハチミツは置いてないんですが」
などと続くパターンも見られた。

#### たこ焼きネタ
「なにわ人情コメディ 横丁へよ〜こちょ!」にゲスト出演した際には、陣内智則やフットボールアワーの後藤輝基（麒麟の加入後は、麒麟の川島明も）らに「たこ焼き」（「たこ焼きのお化け」、「巨大たこ焼き」）と間違えられて貶された上に、たこ焼きソース、マヨネーズ、青海苔、かつお節を頭や顔に塗り掛けられることも多かった。
なお、後番組の「あったか人情コメディ 湯けむりパラダイス!」では、日帰り温泉入浴施設が舞台のため、このネタは見られなくなった。

#### 披露回数の少なかったギャグ
- 会話の揚げ足を取られる。

池乃めだか「あなたの名前は?」
島木「島木譲二といいます」
めだか「島木の"しま"はどんな字かね」
島木「淡路島の"しま"です」
めだか「鹿児島（小豆島）の"しま"ではあかんねんな」
島木「そんなもんどっちでも一緒やろ!」
めだか「じゃあ、島木の"き"はどんな字かね」
島木「月火水木の"もく"です」
めだか「火木土の"もく"ではあかんねんな」
島木「そんなもんどっちでも一緒やろ!」
めだか「なんや、さっきから怒ってからに」（島木の怒るポーズを真似る）
（中略）
めだか「お父さんの名前は?」
島木「つねきちです」
めだか「お母さんの名前は?」
島木「しまこです」
めだか「どこに住んではるんですか?」
島木「武庫之荘です」
めだか「お母さんの名前は?」
島木「さっき言うたやろ!」
- 似たようなフレーズの掛け合いギャグ

相手「あんたどこから来たん?」
島木「尼崎ですわ」
相手「家、何やってまんねん?」
島木「不動産屋ですわ」
相手「お父さんの名前は？」
島木「つねきちですわ」
相手「それであんたどこから来たん?」
島木「尼崎って言うてますやん」
相手「家、何やってはんのん?」
島木「不動産屋やて言うてるやろ」
相手「ところで、あんたのお父さんの――」と、このようにどうどう巡りの質問攻撃をやられる。
- ヤクザの役などで、「○○（場所の名）で、渡哲也に似た男が待っているから来い」と連絡を入れ、共演者を呼び出す。共演者達が指定された場所に行くと、島木が待っており、「誰が渡哲也やねん!?」と突っ込まれる。

### セリフネタ
- かえるぴょこぴょこみこぽこぽ…（早口言葉が言えないことをいじられる）
- 頭の中がチンチラポッポ（よく先に言われる）
- 困った困ったこまどり姉妹（よく先に言われる）
- う〜ん（または愛を込めて）、チューイングボーン
- う〜ん、譲二ショック（または「う〜ん、譲二ハッピー」）
- う〜ん、ルルルン、パ
- すっきりきりきり、キリマンジャロ（または、「すっきりきりきり、きりたんぽ」 「すっきりきりきり、キリンレモン」）
- ごめりんこ
- しまったしまった島倉千代子（よく先に言われる）※しかし先に言われずに言い切ってしまったためにNGになったことがある。
- ワンダフルフル、フルーツポンチ
- 頭がかいかいカイワレ大根
- まいったまいったマイケル・ジャクソン（よく先に言われる）
- こんなことはなかなか言えない（できない）中村美律子（え?あんた中村美律子?と聞かれる）
- ホップ・ステップ、ボブ・サップ（よく先にいわれる）
- 久しぶりぶりブロッコリー（最近は死んだフリのギャグのときに、他の芸人（特に吉田ヒロ）に舞台の前に設置されているマイクを利用して言われる）
- ひどい、ひどいわっ!（と言って泣く真似）このネタは元チャンバラトリオの結城哲也から5000円で買った。
（パチパチパンチなどの体を張って相手を威圧するネタを披露した後、ボクシングのパンチの真似でさらに相手を威圧しようとして、逆に相手に平手打ちを食らわされたりした時に言う）
- ひえ〜〜ざん、延暦寺、あぁ〜滋賀〜県（同上）
- もう悪いことは青森県の下、飽きた（秋田）
- （わしの（お前の）人生も）愛知県、名古屋、終わり（尾張）（よく先に言われる）
- あ〜えらいこっちゃ、何のこっちゃ抹茶に紅茶
- I can not 能登半島
- 待った待った松田聖子
- 良かった良かった吉永小百合
- 分かった分かった若乃花
- 結構結構コケコッコー
- 結構日光東照宮
- 体がブルブルブルドッグ
- モロキュー、オバQ、肩脱臼
- あれしろこれしろ八代亜紀（または、「ラッキークッキー八代亜紀」）
- びっくりびっくり、栗ようかん（または、「びっくりびっくり、栗まんじゅう」）
- あらあら困った、新珠三千代

※無許可で披露するのはまずいと思ったため、許可をもらおうと新珠本人に会いにいこうとしたが、周りの座員に止められて断念したという。
- ソーリーアイムソーリー安倍総理
- ごめん、ラーメン、チャーシューメン
- 限界限界、玄界灘
- ノッてるノッてる藤原紀香
- びっくりしゃっくり、ごゆっくり（または、「びっくりしゃっくり、クルリンパ」）
- 島田一の介に「このテッペンハゲ!」と罵り、島田に「あんた全面ハゲやがな!」と返される。その後「俺のはファッションハゲや!」と言う。その後周りの共演者に「うわっ、すごいけなし合い（毛無しとかけてある）やな」と言われる。
- はい、パパラッチ（写真を撮られるとき）
- あぁ〜、痛〜み（伊丹）、尼崎、兵庫県
- 長生きしたかったら、酒と女は、2合（2号）までや
- もう泣きとうなってきたわ!思いっきり泣いて帰ろ!（ポケットに手を入れてブヒブヒ音を出す）
- なめとったことぬかすとどえらい目に遭わすぞ!!

共演者「どえらい目ってどんな目??」（島木）「（瞼を広げて）こんな目や!!…アホッ!!」
- 客席に向かって「わっ!!」と言い、客を驚かす。

など多数。
なお、これらのセリフの前半を島木が言った後、他の出演者が先にオチのセリフを言うと、島木は必ず「（先に）言うな!」と突っ込む。

## 出演作品

### バラエティ番組
- よしもと新喜劇（毎日放送）
- 夕焼けの松ちゃん浜ちゃん（1990年、朝日放送）
- 第29回新春スターかくし芸大会（1992年1月1日、フジテレビ）
- 超!よしもと新喜劇（1997年、毎日放送）
- ようこそ！寛平のアヘアヘ爆笑王国（1999年11月30日、朝日放送）
- サマージャンボ新喜劇爆笑90分スペシャル（2002年8月3日、毎日放送）
- 寛平の帰ってきたあっちこっち丁稚（2002年1月26日、朝日放送）
- 超豪華！吉本コメディー「寛平VS辻本 爆笑！ふたりの水戸黄門 天下分け目のギャグ合戦」（2003年12月30日、読売テレビ）
- 痛快時代劇コメディ!!「必笑！仕事人」（2007年1月3日、朝日放送）
- 寛平まつり2007「寛平爺さん奮闘記!!」（2007年10月21日、朝日放送）
- 寛平祭り2008FINAL 吉本爆笑コメディー！（2008年10月26日、朝日放送）
- 爆笑!ふれあいコメディ こちらかきくけ公園前（2009年、朝日放送）

不定期出演
- サタうま!（関西テレビ） - 茂ちゃん軍団としてVTR出演。

### テレビドラマ
- 花王ファミリースペシャル「裸の大将放浪記 70 清のデカンショ節 丹波篠山編」（1994年10月9日、関西テレビ）
- 暴れん坊将軍VI 第42話「黄金地蔵が呉れたお母ちゃん」（1995年、テレビ朝日） - 佐吉 役
- 金曜エンタテイメント「清水次郎長物語」（1995年3月3日、フジテレビ） - 相撲常 役
- 鬼平犯科帳 第7シリーズ 第3話「妖盗葵小僧」（1996年、フジテレビ） - 葵小僧芳之助 役
- 土曜ワイド劇場「桜吹雪美人スリ三姉妹がいく ヌードギャルの入れ墨をスリとれ！みちのく温泉秘宝さがし旅」（1997年3月15日、朝日放送）
- お礼は見てのお帰り ナニワのべっぴん刑事 一本木礼子 1（1997年4月8日、関西テレビ）
- お礼は見てのお帰り ナニワのべっぴん刑事 一本木礼子 3（1999年1月5日、関西テレビ）
- 京都迷宮案内シリーズ（1999年 - 、テレビ朝日） - 中風刑事 役
- サラリーマン金太郎 超ド迫力！秋の2時間スペシャル（1999年10月3日、TBS）
- 水戸黄門
  - 第28部 第20話「浪花娘のうな丼勝負・大坂」（2000年、TBS） - 平助
  - 第30部 第13話「黄門様は名鑑定士!・天橋立」（2002年、TBS）- 猟師
- 土曜ワイド劇場「山村美紗サスペンス 京都紅葉寺殺人事件」（2002年11月23日、テレビ朝日）- 福本
- 貧窮貴公子〜山田太郎ものがたり〜（中華電視公司） - 大熊 役
- ホームレス中学生2（2009年4月12日、フジテレビ）

### 映画
- ブラック・レイン（1989年） ‐ 菅井の子分役
- 陽炎（1991年）
- 夢はバラ色に（1991年）
- ファンキー・モンキー・ティーチャー（1991年）
- ファンキー・モンキー・ティーチャー2 東京進攻大作戦（1992年）
- 極道の妻たち 赫い絆（1995年）
- シネマワイズ新喜劇 タコ焼き刑事（1996年）
- シネマワイズ新喜劇 どケチ ピーやん物語（1997年）
- シネマワイズ新喜劇 大阪好日（1997年）
- シネマワイズ新喜劇 父危篤、面会謝絶（1997年）
- シネマワイズ新喜劇 ハンコください!（1997年）
- プライド 運命の瞬間（1998年） - 田中隆吉役
- GO-CON!（2000年）
- ココニイルコト（2001年）
- 森の学校（2002年）
- かげろうお銀のお年寄りの交通安全（2003年） ‐ 又八役
- MIND GAME マインド・ゲーム（2004年）
- ありがとう（2006年）
- サイドカーに犬（2007年） - 新喜劇でネタをする音声のみ使用

#### 日本語版吹替
- ローデッド・ウェポン1（ジグソー〈ティム・カリー〉）※関西弁版

### オリジナルビデオ
- 男の仕事 張り込み（1991年）
- 大阪パチンコ物語 浪花の勝負師（1992年）
- ファンキー・モンキー・ティーチャー3 康平の微笑（1993年）
- ファンキー・モンキー・ティーチャー4 高校教師（1994年）
- チンピラの遠吠え おぼえとけ! 極道修行編（1995年）
- ごんたくれ（1995年）

### CM
- 京セラ・コードレス電話機（パチパチパンチをCMで初披露した）
- 金鳥・バスカビ（1994年）
- 日本ビクター・ビデオムービー（よしもと新喜劇の映像を流用）
- 武田薬品工業・アリナミンV（アーノルド・シュワルツェネッガー、池乃めだかと共演）
- クリスタル（2002年〜2003年、池乃めだかと共演）
- シャント小倉（福岡県にある中古車販売店）
- 路上駐車禁止を訴えるCM（時期不詳、池乃めだかと共演）
- 日立建機（石田靖、大山英雄らと競演）
- エリア88（パチスロ、2007年）[24]

### 漫画
- わ〜お!ケンちゃん 竹村よしひこ（小学館コロコロコミックス）全6巻（1991年 - 1995年）
  - ヤクザだったり盗賊の手下でキャラとして出ている。